# Liga dos Campeões da UEFA de 2014–15 – Rodadas de Qualificação
Esta página apresenta os sumários das partidas das fases preliminares da Liga dos Campeões da UEFA de 2014–15.
Todos os horários em (UTC+2).

## Calendário
Todos os sorteios foram realizados na sede da UEFA em Nyon, na Suíça.
| Rodada                    | Data e hora do sorteio     | Partidas de ida         | Partidas de volta       |
| ------------------------- | -------------------------- | ----------------------- | ----------------------- |
| Primeira pré-eliminatória | 23 de junho de 2014, 12:00 | 1–2 de julho de 2014    | 8–9 de julho de 2014    |
| Segunda pré-eliminatória  | 23 de junho de 2014, 12:00 | 15–16 de julho de 2014  | 22–23 de julho de 2014  |
| Terceira pré-eliminatória | 18 de julho de 2014        | 29–30 de julho de 2014  | 5–6 de agosto de 2014   |
| Rodada de play-off        | 8 de agosto de 2014        | 19–20 de agosto de 2014 | 26–27 de agosto de 2014 |

## Primeira pré-eliminatória

### Partidas de ida
| 1 de julho de 2014 | FC Santa Coloma | 1 – 0     | Banants | Estadi Comunal, Andorra-a-Velha     |
| 20:00              | Pujol 5'        | Relatório |         | Público: 323 Árbitro: DEN Jens Maae |

| 1 de julho de 2014 | La Fiorita | 0 – 1     | Levadia Tallinn | Stadio Olimpico, Serravalle                |
| 20:30              |            | Relatório | Tamm 90+3'      | Público: 438 Árbitro: MKD Dejan Jakimovksi |

| 2 de julho de 2014 | Lincoln Red Imps     | 1 – 1     | HB          | Estádio Victoria, Gibraltar                   |
| 20:00              | Chipolina 18' (pen.) | Relatório | Hanssen 71' | Público: 1 821 Árbitro: BEL Alexandre Boucaut |

### Partidas de volta
| 8 de julho de 2014 | Banants                                   | 3 – 2     | FC Santa Coloma                  | Estádio Academia de Futebol, Erevan          |
| 16:00              | Hovsepyan 29', 56' (pen.) · Mashumyan 47' | Relatório | Ildefons Lima 20' · Casals 90+4' | Público: 1 500 Árbitro: BUL Nikolai Yordanov |

3–3 no agregado. FC Santa Coloma avançou a próxima fase pela regra do gol fora de casa.
| 8 de julho de 2014 | Levadia Tallinn                                                                      | 7 – 0     | La Fiorita | Kadrioru staadion, Tallinn               |
| 18:00              | Kulinitš 7' · Subbotin 30', 72' · Elhussieny 48' · Artjunin 75', 90+2' · Tipurić 85' | Relatório |            | Público: 1 455 Árbitro: LUX Chris Reisch |

Levadia Tallinn venceu por 8–0 no placar agregado e avançou a próxima fase.
| 8 de julho de 2014 | HB                                                               | 5 – 2     | Lincoln Red Imps            | Tórsvøllur, Tórshavn                            |
| 20:00              | Hanssen 11', 81' · Jensen 25' · Edmundsson 34' · Benjaminsen 88' | Relatório | Cabrera 50' · J. Duarte 77' | Público: 1 068 Árbitro: LVA Vadims Direktorenko |

HB venceu por 6–3 no placar agregado e avançou a próxima fase.

## Segunda pré-eliminatória

### Partidas de ida
| 15 de julho de 2014 | Valletta | 0 – 1     | Qarabağ       | Estádio Nacional Ta' Qali, Ta' Qali          |
| 18:30               |          | Relatório | Chumbinho 18' | Público: 1 200 Árbitro: SUI Adrien Jaccottet |

| 15 de julho de 2014 | Slovan Bratislava | 1 – 0     | The New Saints | Štadión Pasienky, Bratislava                  |
| 18:45               | Čikoš 52'         | Relatório |                | Público: 4 838 Árbitro: MNE Pavle Radovanović |

| 15 de julho de 2014 | Sheriff Tiraspol      | 2 – 0     | Sutjeska Nikšić | Estádio Sheriff, Tiraspol                  |
| 19:00               | Mureșan 71' · Isa 87' | Relatório |                 | Público: 6 351 Árbitro: MLT Clayton Pisani |

| 15 de julho de 2014 | BATE Borisov | 0 – 0     | Skënderbeu Korçë | Arena Borisov, Borisov                      |
| 19:00               |              | Relatório |                  | Público: 12 671 Árbitro: BUL Georgi Kabakov |

| 15 de julho de 2014 | Zrinjski Mostar | 0 – 0     | Maribor | Stadion pod Bijelim Brijegom, Mostar         |
| 19:30               |                 | Relatório |         | Público: 5 100 Árbitro: ESP Carlos Del Cerro |

| 15 de julho de 2014 | FC Santa Coloma | 0 – 1     | Maccabi Tel Aviv | Estadi Comunal, Andorra-a-Velha          |
| 20:00               |                 | Relatório | Prica 64'        | Público: 494 Árbitro: GEO Lasha Silagava |

| 15 de julho de 2014 | Rabotnički | 0 – 0     | HJK | Philip II Arena, Escópia                 |
| 20:00               |            | Relatório |     | Público: 1 500 Árbitro: HUN Tamás Bognar |

| 15 de julho de 2014 | Dínamo Zagreb             | 2 – 0     | Žalgiris Vilnius | Estádio Maksimir, Zagreb                   |
| 20:45               | Soudani 58' · Antolić 70' | Relatório |                  | Público: 4 211 Árbitro: ENG Anthony Taylor |

| 15 de julho de 2014 | Cliftonville | 0 – 0     | Debreceni | Solitude, Belfast                      |
| 20:45               |              | Relatório |           | Público: 1 750 Árbitro: POR Artur Dias |

| 15 de julho de 2014 | Partizan                        | 3 – 0     | HB | Estádio Partizan, Belgrado                |
| 20:45               | Lazović 14', 64' · Škuletić 71' | Relatório |    | Público: 11 758 Árbitro: LUX Sven Bindels |

| 15 de julho de 2014 | Sparta Praga                                                        | 7 – 0     | Levadia Tallinn | Generali Arena, Praga                      |
| 20:45               | Lafata 22', 44', 45+4' (pen.), 57', 60' · Tipurić 55' · Přikryl 84' | Relatório |                 | Público: 10 152 Árbitro: NIR Arnold Hunter |

| 15 de julho de 2014 | KR | 0 – 1     | Celtic       | KR-völlur, Reykjavík                       |
| 21:00               |    | Relatório | McGregor 84' | Público: 1 520 Árbitro: GRE Andreas Pappas |

| 16 de julho de 2014 | Malmö FF | 0 – 0     | Ventspils | Estádio Swedbank, Malmö                   |
| 19:00               |          | Relatório |           | Público: 8 831 Árbitro: FIN Antti Munukka |

| 16 de julho de 2014 | Ludogorets Razgrad                                           | 4 – 0     | F91 Dudelange | Ludogorets Arena, Razgrad                 |
| 19:00               | Dani Abalo 35' · Bezjak 43' · Anicet 65' · Fábio Espinho 68' | Relatório |               | Público: 4 104 Árbitro: SVK Richard Trutz |

| 16 de julho de 2014 | Dinamo Tbilisi | 0 – 1     | Aktobe          | Dinamo Arena, Tbilisi                         |
| 19:00               |                | Relatório | Danilo Neco 51' | Público: 10 100 Árbitro: POL Paweł Raczkowski |

| 16 de julho de 2014 | Strømsgodset | 0 – 1     | Steaua București | Marienlyst Stadion, Drammen                  |
| 19:30               |              | Relatório | Iancu 49'        | Público: 5 056 Árbitro: NED Serdar Gözübüyük |

| 16 de julho de 2014 | Legia Warszawa | 1 – 1     | St. Patrick’s Athletic | Pepsi Arena, Varsóvia                     |
| 20:45               | Radović 90+1'  | Relatório | Fagan 38'              | Público: 11 075 Árbitro: ROU Marius Avram |

### Partidas de volta
| 22 de julho de 2014 | Sutjeska Nikšić | 0 – 3     | Sheriff Tiraspol                   | Gradski stadion, Nikšić                      |
| 17:30               |                 | Relatório | Benson 5' · Luvannor 35' · Isa 55' | Público: 1 450 Árbitro: AUT Alexander Harkam |

Sheriff Tiraspol venceu por 5–0 no placar agregado e avançou a próxima fase.
| 22 de julho de 2014 | Levadia Tallinn | 1 – 1     | Sparta Praga | Kadrioru staadion, Tallinn                 |
| 18:00               | Teever 68'      | Relatório | Mareček 38'  | Público: 1 150 Árbitro: ITA Antonio Damato |

Sparta Praga venceu por 8–1 no placar agregado e avançou a próxima fase.
| 22 de julho de 2014 | F91 Dudelange | 1 – 1     | Ludogorets Razgrad | Stade Jos Nosbaum, Dudelange          |
| 18:00               | Turpel 81'    | Relatório | Bezjak 51'         | Público: 842 Árbitro: GER Tobias Welz |

Ludogorets Razgrad venceu por 5–1 no placar agregado e avançou a próxima fase.
| 22 de julho de 2014 | Qarabağ                                                     | 4 – 0     | Valletta | Estádio Tofiq Bahramov, Baku                   |
| 18:30               | Reynaldo 15' · Chumbinho 48' · Danilo Dias 56' · George 80' | Relatório |          | Público: 23 350 Árbitro: BLR Sergei Tsinkevich |

Qarabağ venceu por 5–0 no placar agregado e avançou a próxima fase.
| 22 de julho de 2014 | Maccabi Tel Aviv                 | 2 – 0     | FC Santa Coloma | Estádio Antonis Papadopoulos, Lárnaca (Chipre)[A] |
| 19:30               | Zahavi 62' (pen.) · Ben Haim 90' | Relatório |                 | Público: 100 Árbitro: CYP Ioannis Anastasiou      |

Maccabi Tel Aviv venceu por 3–0 no placar agregado e avançou a próxima fase.
| 22 de julho de 2014 | The New Saints | 0 – 2     | Slovan Bratislava   | Corbett Sports Stadium, Rhyl             |
| 19:45               |                | Relatório | Milinković 74', 89' | Público: 1 140 Árbitro: DEN Jakob Kehlet |

Slovan Bratislava venceu por 3–0 no placar agregado e avançou a próxima fase.
| 22 de julho de 2014 | Skënderbeu Korçë | 1 – 1     | BATE Borisov    | Estádio Skënderbeu, Korçë                    |
| 20:00               | Radaš 67'        | Relatório | Olekhnovich 29' | Público: 6 200 Árbitro: CRO Ante Vučemilović |

1–1 no agregado. BATE Borisov avançou a próxima fase pela regra do gol fora de casa.
| 22 de julho de 2014 | HB         | 1 – 3     | Partizan                                 | Tórsvøllur, Tórshavn                            |
| 20:00               | Wardum 35' | Relatório | Ninković 49' · Lazović 75' · Grbić 90+1' | Público: 1 151 Árbitro: MKD Dimitar Meckarovski |

Partizan venceu por 6–1 no placar agregado e avançou a próxima fase.
| 22 de julho de 2014 | Žalgiris Vilnius | 0 – 2     | Dínamo Zagreb             | Estádio LFF, Vilnius                      |
| 20:15               |                  | Relatório | Soudani 47' · Šimunić 49' | Público: 4 000 Árbitro: KAZ Artyom Kuchin |

Dínamo Zagreb venceu por 4–0 no placar agregado e avançou a próxima fase.
| 22 de julho de 2014 | Debreceni                | 2 – 0     | Cliftonville | Nagyerdei Stadion, Debrecen                 |
| 20:30               | Mihelič 55' · Sidibe 79' | Relatório |              | Público: 9 457 Árbitro: SRB Vlado Glodjović |

Debreceni venceu por 2–0 no placar agregado e avançou a próxima fase.
| 22 de julho de 2014 | Celtic                             | 4 – 0     | KR | Murrayfield Stadium, Edimburgo                |
| 20:45               | van Dijk 13', 20' · Pukki 27', 71' | Relatório |    | Público: 39 099 Árbitro: LVA Andris Treimanis |

Celtic venceu por 5–0 no placar agregado e avançou a próxima fase.
| 23 de julho de 2014 | Aktobe                                        | 3 – 0     | Dinamo Tbilisi | Estádio Central Aktobe, Aqtöbe              |
| 17:00               | Antonov 75' · Ziankovich 82' · Aimbetov 90+4' | Relatório |                | Público: 12 100 Árbitro: AZE Aliyar Aghayev |

Aktobe venceu por 4–0 no placar agregado e avançou a próxima fase.
| 23 de julho de 2014 | Ventspils | 0 – 1     | Malmö FF   | Ventspils Olimpiskais Stadions, Ventspils |
| 18:00               |           | Relatório | Thelin 19' | Público: 3 000 Árbitro: EST Kristo Tohver |

Malmö FF venceu por 1–0 no placar agregado e avançou a próxima fase.
| 23 de julho de 2014 | HJK                 | 2 – 1     | Rabotnički | Estádio Sonera, Helsinque               |
| 18:00               | Lod 22' · Moren 26' | Relatório | Vujčić 47' | Público: 10 153 Árbitro: IRL Neil Doyle |

HJK venceu por 2–1 no placar agregado e avançou a próxima fase.
| 23 de julho de 2014 | Steaua București       | 2 – 0     | Strømsgodset | Estádio Ghencea, Bucareste                       |
| 19:30               | Râpă 72' · Stanciu 84' | Relatório |              | Público: 18 043 Árbitro: ISR Eitan Shemeulevitch |

Steaua București venceu por 3–0 no placar agregado e avançou a próxima fase.
| 23 de julho de 2014 | Maribor                        | 2 – 0     | Zrinjski Mostar | Stadion Ljudski vrt, Maribor                 |
| 20:00               | Vršič 45' · Ibraimi 57' (pen.) | Relatório |                 | Público: 7 500 Árbitro: RUS Sergei Lapochkin |

Maribor venceu por 2–0 no placar agregado e avançou a próxima fase.
| 23 de julho de 2014 | St. Patrick’s Athletic | 0 – 5     | Legia Warszawa                                             | Estádio Tallaght, Dublin                   |
| 20:45               |                        | Relatório | Radović 25', 82' · Żyro 69' · Saganowski 87' · Byrne 90+2' | Público: 4 213 Árbitro: SWE Andreas Ekberg |

Legia Warszawa venceu por 6–1 no placar agregado e avançou a próxima fase.
Notas
- A. ^  Devido à Operação Margem Protetora, o Painel de Emergência da UEFA decidiu que as equipes de Israel deverão jogar suas partidas como mandantes fora do país.[3]

## Terceira pré-eliminatória
O sorteio foi realizado em 18 de junho de 2014.
Devido à Rebelião pró-russa na Ucrânia o Painel de Emergência da UEFA decidiu que clubes da Ucrânia e da Rússia não poderão ser sorteados um contra o outro.

### Partidas de ida
| 29 de julho de 2014 | Sparta Praga                     | 4 – 2     | Malmö FF                  | Generali Arena, Praga                      |
| 19:30               | Lafata 22', 51', 70' · Kováč 52' | Relatório | Forsberg 17' · Thelin 27' | Público: 12 833 Árbitro: TUR Halis Özkahya |

| 29 de julho de 2014 | Slovan Bratislava                | 2 – 1     | Sheriff Tiraspol | Štadión Pasienky, Bratislava               |
| 20:15               | Žofčák 42' (pen.) · Mészáros 85' | Relatório | Ricardinho 74'   | Público: 6 711 Árbitro: SUI Stephan Studer |

| 29 de julho de 2014 | Debreceni         | 1 – 0     | BATE Borisov | Nagyerdei Stadion, Debrecen                   |
| 20:30               | Sidibe 56' (pen.) | Relatório |              | Público: 10 191 Árbitro: POL Szymon Marciniak |

| 30 de julho de 2014 | Aktobe                        | 2 – 2     | Steaua București           | Estádio Central Aktobe, Aqtöbe             |
| 17:00               | Korobkin 58' · Arzumanyan 88' | Relatório | Keșerü 44' · Prepeliţă 79' | Público: 12 200 Árbitro: TUR Hüseyin Göçek |

| 30 de julho de 2014 | Qarabağ                       | 2 – 1     | Red Bull Salzburg | Estádio Tofiq Bahramov, Baku              |
| 17:30               | Danilo Dias 2' · Reynaldo 86' | Relatório | Soriano 77'       | Público: 32 000 Árbitro: UKR Serhiy Boyko |

| 30 de julho de 2014 | HJK                      | 2 – 2     | APOEL                          | Estádio Sonera, Helsinque              |
| 18:00               | Savage 11', 45+1' (pen.) | Relatório | De Vincenti 71' · Sheridan 74' | Público: 10 189 Árbitro: POL Paweł Gil |

| 30 de julho de 2014 | AEL Limassol  | 1 – 0     | Zenit | Estádio Antonis Papadopoulos, Lárnaca        |
| 18:00               | Gikiewicz 64' | Relatório |       | Público: 6 700 Árbitro: CRO Marijo Strahonja |

| 30 de julho de 2014 | Dnipro Dnipropetrovsk | 0 – 0     | Copenhague | Estádio Olímpico, Kiev                      |
| 18:00               |                       | Relatório |            | Público: 23 410 Árbitro: ENG Andre Marriner |

| 30 de julho de 2014 | Grasshoppers | 0 – 2     | Lille                    | Letzigrund, Zurique                       |
| 19:00               |              | Relatório | Corchia 29' · Mendes 42' | Público: 7 700 Árbitro: RUS Aleksei Eskov |

| 30 de julho de 2014 | Standard de Liège | 0 – 0     | Panathinaikos | Estádio de Sclessin, Liège                     |
| 20:00               |                   | Relatório |               | Público: 18 483 Árbitro: ESP Carlos Clos Gómez |

| 30 de julho de 2014 | Feyenoord             | 1 – 2     | Beşiktaş                   | De Kuip, Roterdã                        |
| 20:00               | Te Vrede 90+5' (pen.) | Relatório | Pektemek 13' · Koyunlu 71' | Público: 44 000 Árbitro: ITA Luca Banti |

| 30 de julho de 2014 | Ludogorets Razgrad | 0 – 0     | Partizan | Ludogorets Arena, Razgrad               |
| 20:00               |                    | Relatório |          | Público: 5 530 Árbitro: DEN Kenn Hansen |

| 30 de julho de 2014 | AaB | 0 – 1     | Dínamo Zagreb | Nordjyske Arena, Aalborg                   |
| 20:15               |     | Relatório | Brozović 49'  | Público: 9 438 Árbitro: NED Danny Makkelie |

| 30 de julho de 2014 | Maribor     | 1 – 0     | Maccabi Tel Aviv | Stadion Ljudski vrt, Maribor              |
| 20:30               | Bohar 90+4' | Relatório |                  | Público: 8 120 Árbitro: SVK Ivan Kružliak |

| 30 de julho de 2014 | Legia Warszawa                              | 4 – 1     | Celtic      | Pepsi Arena, Varsóvia                       |
| 20:45               | Radović 10', 36' · Żyro 84' · Kosecki 90+1' | Relatório | McGregor 8' | Público: 22 265 Árbitro: NED Pol van Boekel |

### Partidas de volta
| 5 de agosto de 2014 | BATE Borisov                                  | 3 – 1     | Debreceni         | Arena Borisov, Borisov                          |
| 19:30               | A. Volodko 39' · Rodionov 66' · Krivets 90+4' | Relatório | Sidibe 20' (pen.) | Público: 12 788 Árbitro: SWE Stefan Johannesson |

BATE Borisov venceu por 3–2 no placar agregado e avançou a próxima fase.
| 5 de agosto de 2014 | Maccabi Tel Aviv             | 2 – 2     | Maribor          | Estádio Antonis Papadopoulos, Lárnaca (Chipre)[B] |
| 20:00               | Ben Haim 42' · Ben Basat 54' | Relatório | Ibraimi 36', 55' | Público: 752 Árbitro: SWE Martin Strömbergsson    |

Maribor venceu por 3–2 no placar agregado e avançou a próxima fase.
| 5 de agosto de 2014 | Panathinaikos  | 1 – 2     | Standard de Liège       | Estádio Apostolos Nikolaidis, Atenas        |
| 20:00               | Arslanagic 17' | Relatório | Mbombo 36' · M'Poku 41' | Público: 14 227 Árbitro: ENG Michael Oliver |

Standard de Liège venceu por 2–1 no placar agregado e avançou a próxima fase.
| 5 de agosto de 2014 | Lille       | 1 – 1     | Grasshoppers | Stade Pierre-Mauroy, Villeneuve-d'Ascq          |
| 20:30               | Balmont 19' | Relatório | Abrashi 33'  | Público: 24 882 Árbitro: GRE Tasos Sidiropoulos |

Lille venceu por 3–1 no placar agregado e avançou a próxima fase.
| 6 de agosto de 2014 | Zenit                                           | 3 – 0     | AEL Limassol | Estádio Petrovsky, São Petersburgo           |
| 18:00               | Rondón 55' · Danny 88' · Kerzhakov 90+2' (pen.) | Relatório |              | Público: 15 417 Árbitro: ROU Alexandru Tudor |

Zenit venceu por 3–1 no placar agregado e avançou a próxima fase.
| 6 de agosto de 2014 | APOEL                                 | 2 – 0     | HJK | Estádio GSP, Nicósia                     |
| 18:30               | Sheridan 18' · De Vincenti 43' (pen.) | Relatório |     | Público: 14 271 Árbitro: ISR Liran Liany |

APOEL venceu por 4–2 no placar agregado e avançou a próxima fase.
| 6 de agosto de 2014 | Malmö FF           | 2 – 0     | Sparta Praga | Estádio Swedbank, Malmö                   |
| 19:00               | Rosenberg 35', 55' | Relatório |              | Público: 19 322 Árbitro: FRA Ruddy Buquet |

4–4 no agregado. Malmö FF avançou a próxima fase pela regra do gol fora de casa.
| 6 de agosto de 2014 | Sheriff Tiraspol | 0 – 0     | Slovan Bratislava | Estádio Sheriff, Tiraspol              |
| 19:00               |                  | Relatório |                   | Público: 8 753 Árbitro: HUN István Vad |

Slovan Bratislava venceu por 2–1 no placar agregado e avançou a próxima fase.
| 6 de agosto de 2014 | Steaua București         | 2 – 1     | Aktobe      | Estádio Ghencea, Bucareste                    |
| 19:30               | Chipciu 3' · Stanciu 39' | Relatório | Kapadze 85' | Público: 24 386 Árbitro: CZE Miroslav Zelinka |

Steaua București venceu por 4–3 no placar agregado e avançou a próxima fase.
| 6 de agosto de 2014 | Beşiktaş         | 3 – 1     | Feyenoord | Estádio Olímpico Atatürk, Istambul        |
| 19:30               | Ba 28', 80', 86' | Relatório | Manu 74'  | Público: 40 489 Árbitro: GER Felix Zwayer |

Beşiktaş venceu por 5–2 no placar agregado e avançou a próxima fase.
| 6 de agosto de 2014 | Copenhague                 | 2 – 0     | Dnipro Dnipropetrovsk | Estádio Parken, Copenhague                |
| 20:00               | Cornelius 36' · Kadrii 52' | Relatório |                       | Público: 18 875 Árbitro: POR Duarte Gomes |

Copenhague venceu por 2–0 no placar agregado e avançou a próxima fase.
| 6 de agosto de 2014 | Red Bull Salzburg    | 2 – 0     | Qarabağ | Red Bull Arena, Salzburgo                 |
| 20:30               | Hinteregger 18', 34' | Relatório |         | Público: 20 716 Árbitro: SCO Bobby Madden |

Red Bull Salzburg venceu por 3–2 no placar agregado e avançou a próxima fase.
| 6 de agosto de 2014 | Dínamo Zagreb | 0 – 2     | AaB               | Estádio Maksimir, Zagreb                      |
| 20:45               |               | Relatório | Jacobsen 36', 85' | Público: 8 235 Árbitro: UKR Yevhen Aranovskyi |

AaB venceu por 2–1 no placar agregado e avançou a próxima fase.
| 6 de agosto de 2014 | Celtic | 3 – 0     | Legia Warszawa            | Murrayfield Stadium, Edimburgo               |
| 20:45               |        | Relatório | Żyro 36' · Kucharczyk 61' | Público: 35 000 Árbitro: ITA Paolo Mazzoleni |

4–4 no agregado. Celtic venceu pela regra do gol fora de casa e avançou a próxima fase. A partida originalmente terminou 0–2 porém a equipe do Legia Warszawa foi punida após escalar um jogador irregular. Com isto foi concedido o resultado de 3–0 à favor do Celtic.
| 6 de agosto de 2014 | Partizan          | 2 – 2     | Ludogorets Razgrad  | Estádio Partizan, Belgrado                    |
| 20:45               | Škuletić 30', 35' | Relatório | Marcelinho 19', 21' | Público: 18 504 Árbitro: BLR Aleksei Kulbakov |

2–2 no agregado. Ludogorets Razgrad avançou a próxima fase pela regra do gol fora de casa.
Notas
- B. ^  Devido à Operação Margem Protetora, o Painel de Emergência da UEFA decidiu que as equipes de Israel deverão jogar suas partidas como mandantes fora do país.[3]

## Rodada de play-off
Sorteio realizado em 8 de agosto de 2014.

### Partidas de ida
| 19 de agosto de 2014 | Red Bull Salzburg          | 2 – 1     | Malmö FF       | Red Bull Arena, Salzburgo                   |
| 20:45                | Schiemer 16' · Soriano 54' | Relatório | Forsberg 90+1' | Público: 29 110 Árbitro: ITA Nicola Rizzoli |

| 19 de agosto de 2014 | Steaua București | 1 – 0     | Ludogorets Razgrad | Estádio Ghencea, Bucareste               |
| 20:45                | Chipciu 88'      | Relatório |                    | Público: 35 342 Árbitro: GER Felix Brych |

| 19 de agosto de 2014 | Beşiktaş | 0 – 0     | Arsenal | Estádio Olímpico Atatürk, Istambul         |
| 20:45                |          | Relatório |         | Público: 41 531 Árbitro: SRB Milorad Mažić |

| 19 de agosto de 2014 | Copenhague                    | 2 – 3     | Bayer Leverkusen                                | Estádio Parken, Copenhague                           |
| 20:45                | M. Jørgensen 9' · Amartey 13' | Relatório | Kießling 5' · Bellarabi 31' · Son Heung-Min 42' | Público: 18 221 Árbitro: ESP Carlos Velasco Carballo |

| 19 de agosto de 2014 | Napoli      | 1 – 1     | Athletic Bilbao | Estádio San Paolo, Nápoles                  |
| 20:45                | Higuaín 68' | Relatório | Muniain 41'     | Público: 49 872 Árbitro: SWE Jonas Eriksson |

| 20 de agosto de 2014 | Lille | 0 – 1     | Porto       | Stade Pierre-Mauroy, Villeneuve-d'Ascq     |
| 20:45                |       | Relatório | Herrera 61' | Público: 33 853 Árbitro: NED Björn Kuipers |

| 20 de agosto de 2014 | Standard de Liège | 0 – 1     | Zenit      | Estádio de Sclessin, Liège                 |
| 20:45                |                   | Relatório | Shatov 16' | Público: 14 435 Árbitro: SCO Craig Thomson |

| 20 de agosto de 2014 | Slovan Bratislava | 1 – 1     | BATE Borisov  | Štadión Pasienky, Bratislava                     |
| 20:45                | Vittek 80'        | Relatório | Jablonský 44' | Público: 8 461 Árbitro: POR Olegário Benquerença |

| 20 de agosto de 2014 | AaB         | 1 – 1     | APOEL        | Nordjyske Arena, Aalborg                    |
| 20:45                | Thomsen 16' | Relatório | Vinícius 54' | Público: 9 663 Árbitro: ENG Martin Atkinson |

| 20 de agosto de 2014 | Maribor   | 1 – 1     | Celtic      | Stadion Ljudski vrt, Maribor                |
| 20:45                | Bohar 14' | Relatório | McGregor 6' | Público: 11 025 Árbitro: CZE Pavel Královec |

### Partidas de volta
| 26 de agosto de 2014 | Zenit                            | 3 – 0     | Standard de Liège | Estádio Petrovsky, São Petersburgo           |
| 18:00                | Rondón 30' · Hulk 54' (pen), 58' | Relatório |                   | Público: 16 017 Árbitro: ITA Gianluca Rocchi |

Zenit venceu por 4–0 no placar agregado e avançou a próxima fase.
| 26 de agosto de 2014 | Porto                      | 2 – 0     | Lille | Estádio do Dragão, Porto                       |
| 20:45                | Brahimi 49' · Martínez 69' | Relatório |       | Público: 45 208 Árbitro: NOR Svein Oddvar Moen |

Porto venceu por 3–0 no placar agregado e avançou a próxima fase.
| 26 de agosto de 2014 | Celtic | 0 – 1     | Maribor     | Celtic Park, Glasgow                       |
| 20:45                |        | Relatório | Tavares 75' | Público: 55 415 Árbitro: HUN Viktor Kassai |

Maribor venceu por 2–1 no placar agregado e avançou a próxima fase.
| 26 de agosto de 2014 | APOEL                                                         | 4 – 0     | AaB | Estádio GSP, Nicósia                        |
| 20:45                | Vinícius 29' · De Vincenti 44' · Aloneftis 64' · Sheridan 75' | Relatório |     | Público: 18 746 Árbitro: SCO William Collum |

APOEL venceu por 5–1 no placar agregado e avançou a próxima fase.
| 26 de agosto de 2014 | BATE Borisov                                | 3 – 0     | Slovan Bratislava | Arena Borisov, Borisov                      |
| 20:45                | Gordeychuk 41' · Krivets 84' · Rodionov 85' | Relatório |                   | Público: 12 970 Árbitro: GER Wolfgang Stark |

BATE Borisov venceu por 4–1 no placar agregado e avançou a próxima fase.
| 27 de agosto de 2014 | Ludogorets Razgrad | 1 – 0 (pro) | Steaua București | Estádio Nacional Vasil Levski, Sófia         |
| 20:45                | Wanderson 90'      | Relatório   |                  | Público: 16 995 Árbitro: ESP Alberto Undiano |

|                                                                     |       | Penalidades                                          |  |
| Moţi Wanderson Hamza Júnior Caiçara Marcelinho Dyakov Fábio Espinho | 6 – 5 | Keșerü Pîrvulescu Szukała Popa Varela Prepeliţă Râpă |  |

1–1 no agregado. Ludogorets Razgrad venceu por 6–5 na disputa por pênaltis e avançou a próxima fase.
| 27 de agosto de 2014 | Malmö FF                                | 3 – 0     | Red Bull Salzburg | Estádio Swedbank, Malmö                    |
| 20:45                | Rosenberg 11' (pen), 84' · Eriksson 19' | Relatório |                   | Público: 20 361 Árbitro: SVN Damir Skomina |

Malmö FF venceu por 4–2 no placar agregado e avançou a próxima fase.
| 27 de agosto de 2014 | Athletic Bilbao             | 3 – 1     | Napoli     | Estádio de San Mamés, Bilbau              |
| 20:45                | Aduriz 61', 69' · Gómez 74' | Relatório | Hamšík 47' | Público: 53 000 Árbitro: TUR Cüneyt Çakır |

Athletic Bilbao venceu por 4–2 no placar agregado e avançou a próxima fase.
| 27 de agosto de 2014 | Arsenal              | 1 – 0     | Beşiktaş | Emirates Stadium, Londres                  |
| 20:45                | Alexis Sánchez 45+1' | Relatório |          | Público: 59 946 Árbitro: POR Pedro Proença |

Arsenal venceu por 1–0 no placar agregado e avançou a próxima fase.
| 27 de agosto de 2014 | Bayer Leverkusen                                           | 4 – 0     | København | BayArena, Leverkusen                          |
| 20:45                | Son Heung-Min 2' · Çalhanoğlu 7' · Kießling 31' (pen), 65' | Relatório |           | Público: 23 321 Árbitro: ENG Mark Clattenburg |

Bayer Leverkusen venceu por 7–2 no placar agregado e avançou a próxima fase.